# Maurice Chaper
Maurice Armand Chaper (13 de febrero de 1834, Dijon - 5 de julio de 1896, Viena) fue un naturalista, geólogo e ingeniero de minas francés.
Recibió su educación en la Escuela Politécnica y la Escuela Superior de Minas de París, después de trabajar en puestos de trabajo para los ferrocarriles y obras públicas. Se alistó en la Guardia Nacional durante la Guerra Franco-Prusiana, llegando al rango de teniente coronel en el Regimiento 38o. En 1872 fue nombrado asistente del alcalde del V Distrito de París.
Como miembro de la Société géologique de France, comenzó, a partir de 1874, una serie de misiones geológicas y mineralógicas a todas las partes del globo - Venezuela, las Montañas Rocosas, Borneo, África del sur, los Urales, et al. Como parte de un estudio geológico en América Central, se vio involucrado con el canal de Compagnie du de Panamá. Además de las colecciones mineralógicas, recolectó especímenes zoológicos y botánicos. La especie, Millettia chaperii, fue nombrada en su honor por el botánico François Gagnepain, que estaba basado en la colección de Chaper de Borneo. En 1884 fue elegido presidente de la Société zoologique de France.

## Publicaciones seleccionadas
- Sur les mines de diamant de l'Afrique australe, 1879 - Sobre las minas de diamantes de África meridional
- De la Présence du diamant dans une pegmatite de l'Indoustan, 1884 - La presencia de diamantes encontrados en pegmatita en el Indostán
- Constatation de l'existance du terrain glaciaire dans l'Afrique équatoriale, 1886 - El descubrimiento de la existencia de un terreno glaciar en el África ecuatorial
- Extraits d'un rapport de mission sur la côte nord du Vénézuéla, 1887 - Notas de un informe de la misión sobre la costa norte de Venezuela.
- Notes recueillies au cours d'une exploration dans l'île de Bornéo, 1891 -notas recogidas incluyen un viaje exploratorio a Borneo[3]

## Abreviatura (zoología)
La abreviatura Chaper  se emplea para indicar a Maurice Chaper como autoridad en la descripción y taxonomía en zoología.